# Chrysler Concorde
Chrysler Concorde — переднеприводной четырёхдверный седан представительского класса, производился компанией Крайслер с 1993 по 2004 годы. Автомобиль пришёл на замену Chrysler Fifth Avenue. Concorde был одним из трёх первых автомобилей (наряду с Dodge Intrepid и Eagle Vision), построенных на платформе Chrysler LH. Вошёл в десятку лучших автомобилей в 1993 и 1994 годах по версии журнала Car and Driver.

## История разработки
Дизайн Concorde уходит корнями в 1986 году, когда дизайнер Кевин Вердайн создал начальный вариант внешнего вида концепта нового седана с рабочим названием «Навахо». Концепт, впрочем, так и остался глиняной моделью. В это же время Крайслер купил обанкротившуюся Lamborghini, итальянскую компанию-производителя спортивных автомобилей. Переработанный дизайн Навахо стал концепт-каром Lamborghini Portofino, представленным на франкфуртском автосалоне в 1987 году. На автосалоне концепт был оценён как триумф дизайна, что побудило Chrysler начать работы по созданию серийного седана, на базе концепта.
Дизайн, получивший название «кабину вперёд» (cab-forward), характеризовался в первую очередь желанием создателей максимизировать размер салона. Кабина авто как бы выталкивается вперёд, лобовое стекло наезжает на двигатель. В то же время задние колёса «растаскивают по углам» машины, сдвигая их к заднему бамперу.
Работы над шасси начались в конце 80х, после покупки Chrysler ещё одного автопроизводителя, American Motors Corporation. В это же время Chrysler озаботился созданием замены автомобилей Dodge Dynasty и Chrysler Fifth Avenue. Первоначальный вариант дизайна доджевского LH до боли напоминал Dynasty. Дизайн был полностью отвергнут Франсуа Костейном, бывшим вице-президентом отдела разработок AMC, пришедшим на такой же пост в Крайслер в 1988 году. Новый дизайн Костейн начал на базе Eagle Premier, также продававшийся под названием Dodge Monaco.
От Премьера были взяты продольное расположение двигателя, геометрия передней подвески, частично — тормозная система. Шасси приобрело гибкую архитектуру, позволившую использовать как передне-, так и заднеприводную компоновку (что и было сделано, в 'LH' и 'LX' соответственно). Также инженерам удалось уменьшить высоту капота, облегчив обслуживание двигателя, и уменьшить радиус разворота автомобиля. Идейными вдохновителями коробки передач стали автоматы от Audi и ZF, устанавливавшиеся на Премьер. В результате, многое позаимствовав от коробки Ultradrive A604, инженеры Крайслера создали Ultradrive A606, также известную, как 42LE. Обкатка узлов ходовой части автомобиля также производилась на Премьерах.
С годами дизайн шасси менялся, что отражалось в первую очередь на концепт-карах Крайслера: Chrysler Millennium 1989 года и Eagle Optima 90-го.
К 1990 году стало ясно, что новому, технически продвинутому, автомобилю и двигатель нужен под стать. На тот момент единственным утверждённым двигателем был крайслеровский V6 объёмом 3,3 л., с двумя клапанами на цилиндр и распределительным валом в развале блока цилиндров. Увеличением диаметра цилиндра с 93 до 96 мм. объём двигателя был доведён до 3,5 л., газораспределительный механизм был заменён на 24-клапанный SOHC. Так появился новый 3,5 л. Chrysler V6.
Одним из акцентов при разработке внешнего вида автомобиля стало уменьшение шума в салоне при езде на скорости. В результате за счёт обтекаемых форм кузова Concorde низкий коэффициент аэродинамического сопротивления, что было нечасто в те годы.

## Первое поколение

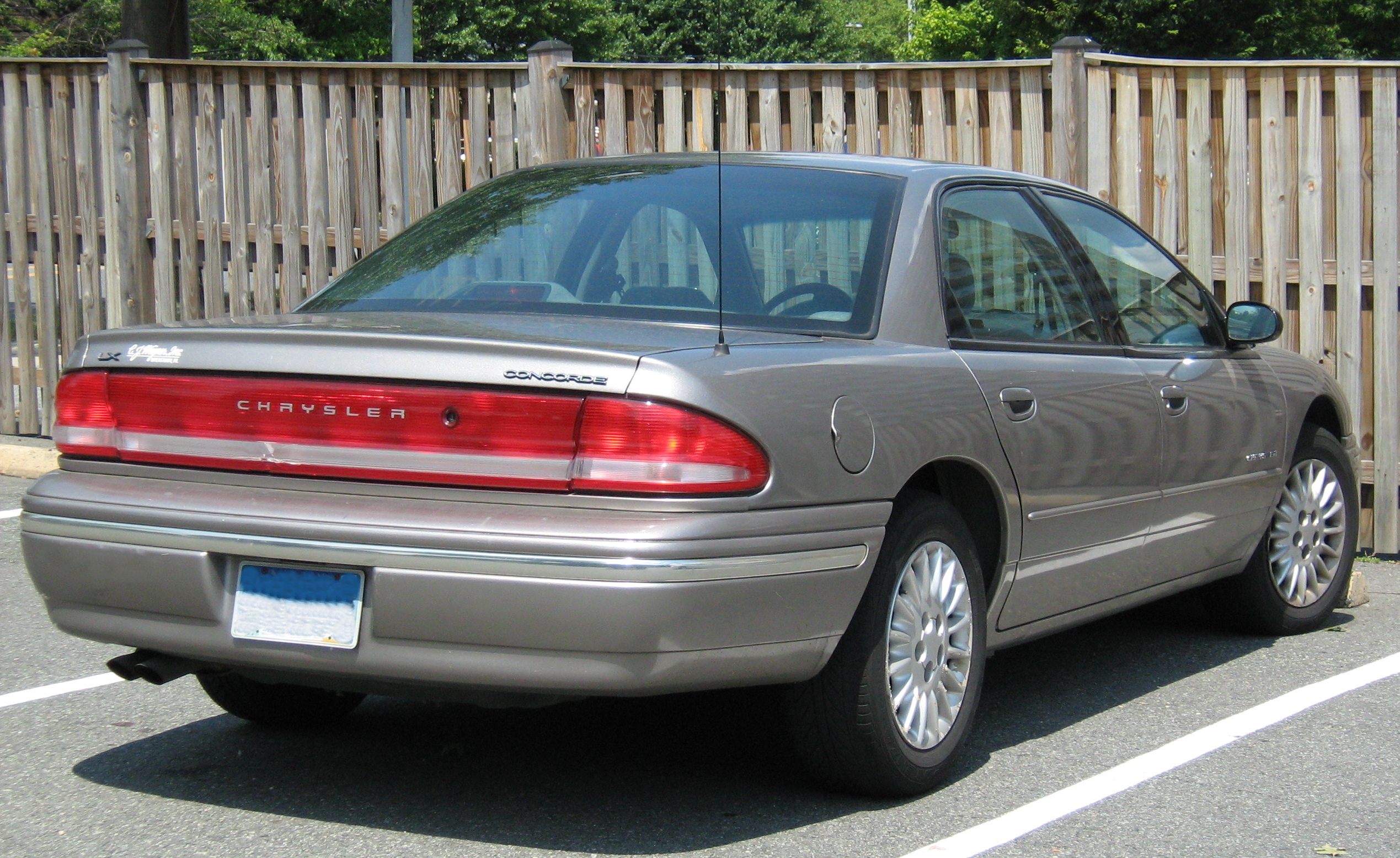
Задняя оптика на автомобилях первого поколения имитировала единый блок

Автомобили первого поколения Chrysler Concorde дебютировали в 1992 году на международном автосалоне в Детройте как модель 1993 года. Была представлена одна, достаточно богатая, комплектация стоимостью US$ 18 341.
Из всех седанов платформы LH Concorde первого поколения были самыми близкими к Eagle Vision. Concorde, правда, имел более традиционный вид. Оба автомобиля имели общими почти все кузовные панели, внешне отличаясь в основном решётками радиатора, задней частью, молдингами и выбором дисков.
Решётка радиатора Concorde была разделена на 6 секций вертикальными стойками, окрашенными в цвет кузова. На центральной размещался логотип производителя. На крышке багажника автомобиля размещался фонарь в виде полосы, протянувшейся от одной задней фары к другой. Целью была имитация «единой» задней фары от крыла до крыла. Номерной знак крепился на заднем бампере. На автомобили Eagle Vision устанавливались такие же задние фонари, но отсутствовала «полоса» на багажнике — там крепился номерной знак. У Dodge Intrepid, с другой стороны, и передняя и задняя оптика были совершенно другие, а решётка радиатора просто отсутствовала.
В отличие от родственных автомобилей, выпускаемых Dodge и Eagle, боковые молдинги Concorde были выше и имели хромированные (позже золотого цвета) вставки. Если молдинги автомобиля окрашивались в серый цвет, краска доходила до хромированных вставок, в отличие от VIsion, у которого серые полосы были заметно уже. Дизайн колёсных дисков, опционально были доступны алюминиевые, с рисунком Spiralcast, был уникальным для седанов Chrysler LH (Concorde, LHS, New Yorker). Dodge и Eagle комплектовались «своими» колёсами.
Отделка салона Concorde была практически идентична Vision, основными отличиями были отделка «под дерево» и эмблема на руле (салон Intrepid отличался очень существенно). При этом и Concorde и Intrepid могли комплектоваться передним сиденьем диванного типа и рычагом коробки передач на рулевой стойке, что увеличивало вместимость авто до шести человек. Для Vision же такая опция отсутствовала. В отличие от Dodge и Eagle, автомобили Concorde никогда не комплектовались коробкой передач с функцией autostick (и соответствующей панелью приборов).
Дорогие комплектации Concorde имели обшитые кожей сиденья, рулевое колесо, ручку коробки передач, дверные вставки. Из других «салонных» опций стоит отметить вентиляцию задних сидений (в 5-местных авто), центральный подлокотник в заднем сиденье, электрорегулируемые передние сиденья (8 направлений), персональные лампы освещения салона. Электростеклоподъёмники, центральный замок, антиблокировочная система и подушки безопасности водителя и переднего пассажира входили в стандартную комплектацию. Также опционально были доступны противобуксовочная система, «электронный» ключ и несколько вариантов аудиосистем от Infinity, с CD или кассетным проигрывателем, эквалайзером, числом динамиков до 8 штук. Топовые версии модели LXi можно было отличить по отсутствию выдвижной антенны (антенна была убрана под правое заднее крыло).
По желанию покупателя на автомобиль мог быть установлен сдвижной люк с электроприводом. Установкой занималась фирма American Sunroof (в нынешнее время — American Specialty Cars). В процессе установки автомобиль лишался большей части потолочной консоли, с установленными на ней кнопкой управления дверью гаража и очечником. Однако дисплей бортовой информационной системы (OTIS) и лампы освещения салона оставались.
Заметным достижением Chrysler Concorde была высшая оценка Центра автомобильной безопасности, которую модель 1993 года получила после теста ударом о стену на скорости 56 км/ч (35 миль/ч).

### Изменения разных лет
- 1993: Дебют, Concorde расхваливает большинство автоизданий. Это будет единственный год выпуска Конкордов с двигателем 3.3 л. мощностью 153 л. с. (113 кВт) и «жёсткой» подвеской в стандартной комплектации. CD-чейнджер на 6 дисков от Mopar (в багажнике, проводное дистанционное управление) и сигнализация опционально устанавливались дилерами. Наряду с Intrepid и Vision, это был первый автомобиль, куда устанавливался новый 24-клапанный SOHC V6 двигатель объёмом 3.5 л. В автомобиль можно было установить сотовый телефон Panasonic. Переднее сиденье диванного типа и рычаг коробки передач на руле ещё не были доступны, но планировались с самого начала.
- 1994: Подвеска автомобиля во всех комплектациях перенастроена для комфортной езды. Мощность двигателя 3,3 л. увеличена на 8 л. с. (6 кВт), расход топлива при этом не изменился (9/11/13 л/100 км). Появился вариант салона с передним сиденьем диванного типа (с двумя подлокотниками и держателями для чашек) и рычагом коробки передач на рулевой колонке. Вместимость такого салона была 6 человек. Благодаря перенастройке усилителя, руль стал более лёгким, что облегчило маневрирование на парковке, но ухудшило управляемость на высоких скоростях[источник не указан 3116 дней]. К сотовому телефону Panasonic добавился конкурент Visorphone.

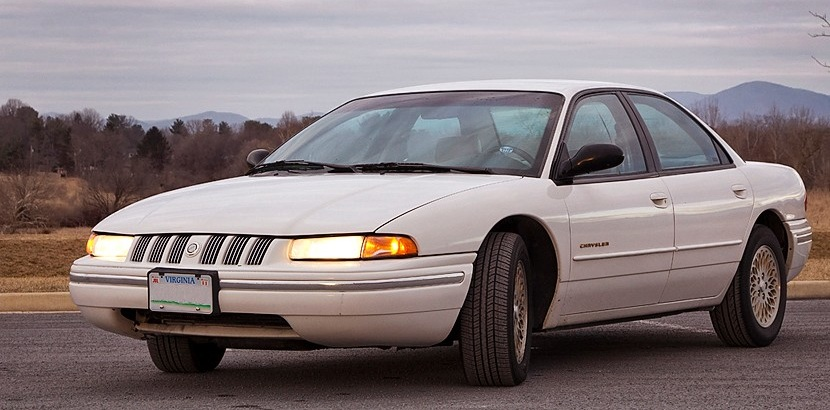
Chrysler Concorde LXi 1996 г.в.

- 1995: Обновлена трансмиссия, модифицирована система бесключевого доступа, на спицах рулевого колеса появились кнопки «ускорение» и «отмена» системы круиз-контроль. С конца 1995 года композитные передние крылья были заменены металлическими, что увеличило прочность передней части авто. Старый логотип в виде пентаграммы заменил новый, с венком (кроме брелоков бесключевого доступа и ключей, там осталась пентаграмма). На всех остальных моделях Крайслер, исключая Cirrus и Sebring, замена была проведена в 1996 году. Plymouth произвёл замену также в 1996-м. Dodge же избавился от пентаграммы ещё в 1993-м.
- 1996: Для Concorde ввели две комплектации: дешёвую LX и дорогую LXi. Улучшена шумоизоляция и несколько изменена конструкция, с целью снижения шума в автомобиле.[2]
- 1997: Из комплектации LX убран двигатель 3,3 л.

## Второе поколение

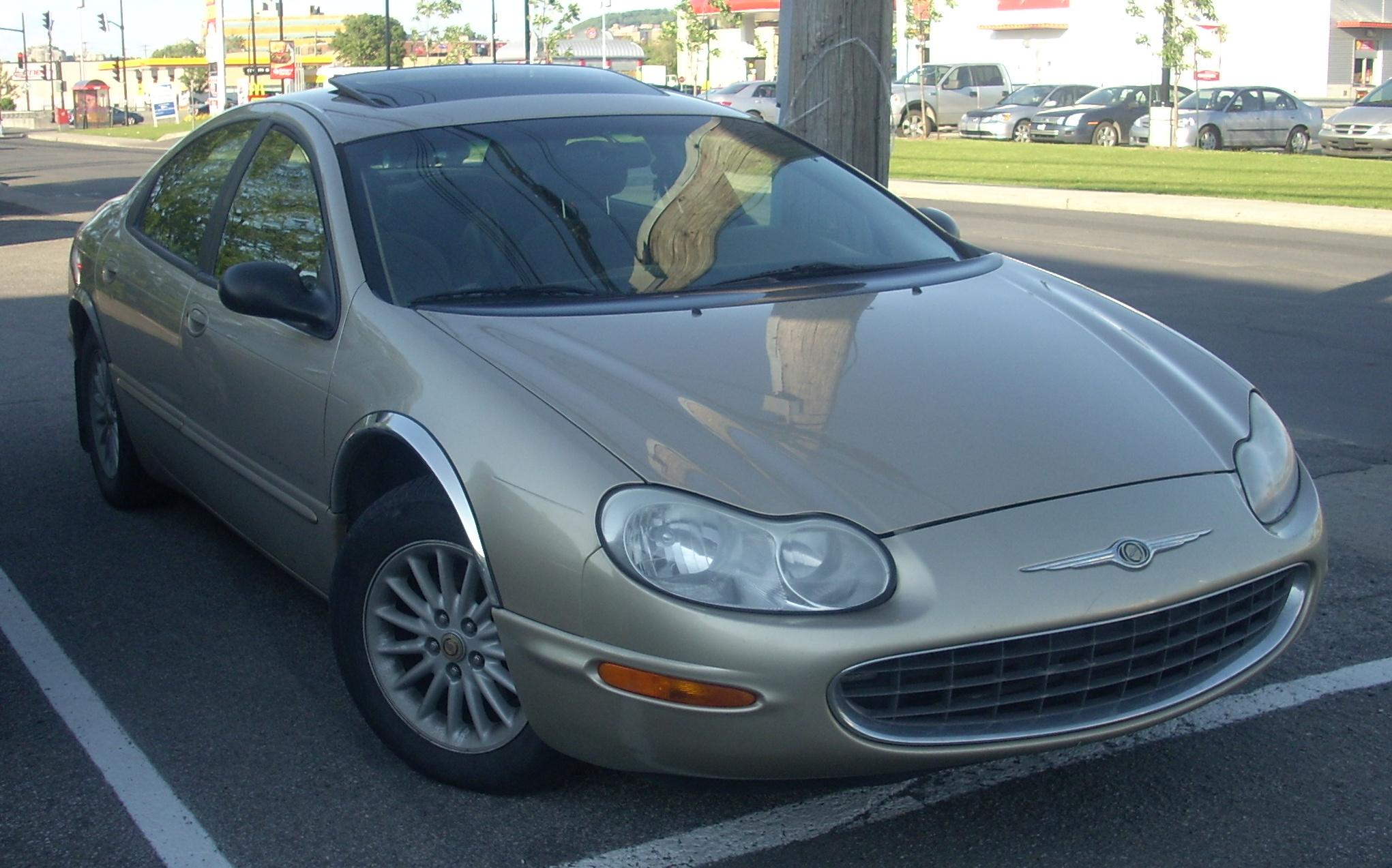
Chrysler Concorde второго поколения, старый дизайн

В преддверии 1998 модельного года Concorde прошёл глубокую модификацию. Дизайн второго поколения платформы был представлен в 1996 году в виде концепта Chrysler LHX. Этот автомобиль имел большие 20-дюймовые колёсные диски, приборную панель в центре торпедо и видеокамерами в передних стойках, заменивших зеркала заднего вида. Колёсная база была увеличена до 124 дюйма (3149,6000000 мм), что позволило сделать просторнее места для задних пассажиров, установить сзади центр развлечений и отделение для хранения. Базовая версия LX комплектовалась тканевым салоном, кожаный был доступен опционально. В версиях же LXi и более поздней Limited кожаный салон был доступен сразу.
Несмотря на то, что автомобиль вырос в длину на 7,5 дюйма (190 мм), в весе он сбросил около 30 кг, что было результатом использования алюминия в задней подвеске, крышке капота, а также новым двигателям. В 1999 году 3,5 л. EGE мощностью 214 л. с. получил новый, полностью алюминиевый, блок цилиндров. На Concorde устанавливались модели двигателя EGJ и EGG (с 2002 года), мощностью 235 и 250 л. с. соответственно. Также были доступны двигатели 2,7 л. 203 л. с. и 3,2 л. 220 л. с.

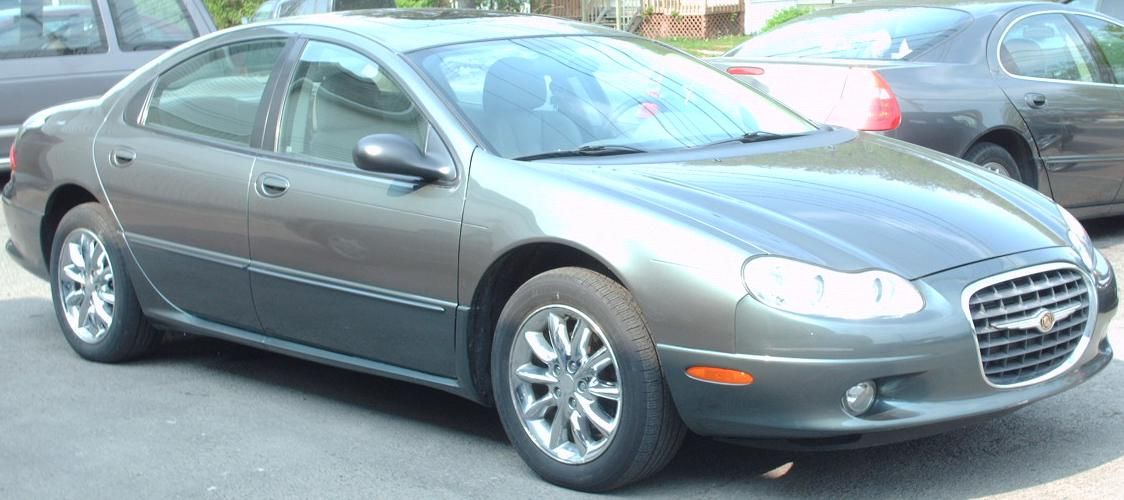
Chrysler Concorde второго поколения, новый дизайн

При разработке второго поколения платформы LH, многое внимания было уделено индивидуальности автомобилей различных марок. Concorde 1998 года значительно сильнее отличался как от Dodge Intrepid, так и от Chrysler 300M (преемник Eagle Vision), чем различались между собой авто первого поколения. Исключая двери и крышу, Concorde практически не имел общего кузовного железа с Intrepid и 300M. Переднюю часть нового Concorde подчеркнули большой, необычной решёткой радиатора, съехавшей на передний бампер, для создания впечатления «низкодышащего» автомобиля. Также отличали Concorde изогнутей, скруглённые формы кузова.
Производство автомобиля было прекращено в 2004, также как и Intrepid и 300M. На смену concorde пришёл Chrysler 300, представленный в конце 2004 года (как модель 2005-го). Последний Chrysler Concorde сошёл с конвейера 28 августа 2004 года.

### Изменения разных лет
- 1998: Редизайн Concorde, выпускается второе поколение. Кузовные панели стали жёстче и прочнее, подвеска получила двухточечные крепления к кузову, появилась защита от бокового удара.[5]
- 1999: Перенастроенная подвеска стала мягче, обеспечивая более комфортную езду и меньшую шумность. Салонные коврики стали толще, в багажнике появилась новая сетка для крепления груза. В модели LXi появились новые CD-проигрыватель и иммобилайзер Sentry Key (блокировал зажигание при отсутствии ключа в замке).
- 2000: Для всех моделей доступен заводской люк в крыше. Тюнинг подвески, ставшей ещё тише и комфортнее. Версия LX теперь поставляется с 16-дюймовыми дисками, для единообразия с LXi. В последнюю также добавлены рулевое колесо, подстраивающееся под скорость авто (легче рулить на парковке и руль не теряет информативности на скорости) и, опционально, 4-дисковый CD чейнджер в приборной панели.
- 2001: Опционально боковые подушки безопасности для передних пассажиров и 3-точечный ремень для среднего пассажира сзади. Опция «22D» модели LX теперь включает легкосплавные диски. Для модели LXi опционально аудиосистема от Infinity с управлением на рулевом колесе.
- 2002: Появилась новая, теперь самая дорогая, комплектация Limited (переработанный Chrysler LHS, снятый с производства): 17-дюймовые диски, двигатель 3,5 л. V6 мощностью 250 л. с. (184 кВт). С новым укороченным носом «от LHS» Concorde 2002-04 годов стали на 1,4 ″ (36 мм) короче моделей 1998—2001 гг.[6] Летом для комплектации Limited появилась опция «Pro-Am Edition Group», включавшая в себя обивку кожей двух цветов, особую отделку интерьера, запасное колесо на хромированном диске, набор клюшек для гольфа, с мешком из кожи и замши, шильдики «Pro-Am» на задних окнах и специальные крепления для клюшек в багажнике.
- 2003: Никаких изменений, разве что CD чейнджер в приборной панели теперь на 6 дисков.
- 2004: Последний год, в 2005 году автомобилю на смену придёт Chrysler 300.